# Ponts-et-Marais
Ponts-et-Marais é uma comuna francesa na região administrativa da Normandia, no departamento de Sena Marítimo. Estende-se por uma área de 5,92 km². Em 2010 a comuna tinha 829 habitantes (densidade: 140 hab./km²).